# Arp 220
Arp 220, oder auch APG 220 ist das der Erde nächste Beispiel einer ultraleuchtkräftigen Infrarotgalaxie, mit mehr als 1012 Sonnenleuchtkräften. Sie ist etwa 247 Mio. Lichtjahre entfernt. Entdeckt wurde das Objekt am 4. Mai 1866 von Truman Henry Safford.
Halton Arp gliederte seinen Katalog ungewöhnlicher Galaxien nach rein morphologischen Kriterien in Gruppen. Diese Galaxie gehört zu der Klasse Galaxien mit angrenzenden Schleifen. Schwache Schleifen und Arme in tiefen optischen Aufnahmen neben der eigentlichen Galaxie lassen vermuten, dass sie durch Verschmelzung zweier Galaxien entstanden ist. Als außergewöhnlich wurde Arp 220 in den 1980ern durch Messungen des Infrarotteleskops IRAS erkannt. Ihre Leuchtkraft ist viel größer als bei normalen Galaxien und entweicht zum größten Teil im fernen Infrarot – fast hundert Mal mehr bei Wellenlängen um 100 µm als im blauen Licht bei 0,5 µm. Das Kerngebiet von Arp 220 ist durch Staub verhüllt, der die Leuchtkraft seiner eigentlichen Energiequelle verschluckt und im fernen Infrarot wieder ausstrahlt.

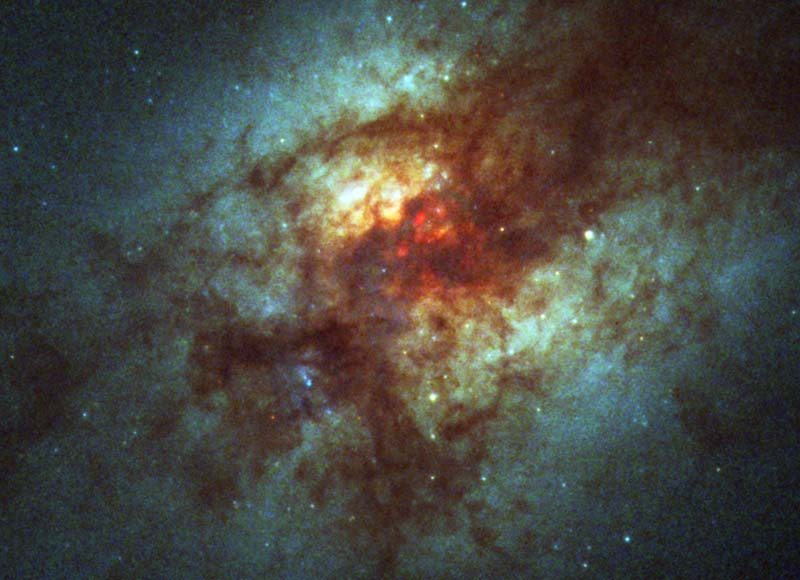
Aufnahme des Zentrums von Arp 220 in drei Spektralbereichen, zwei im sichtbaren Licht und einer in nahen Infrarot, mithilfe des Hubble-Weltraumteleskops
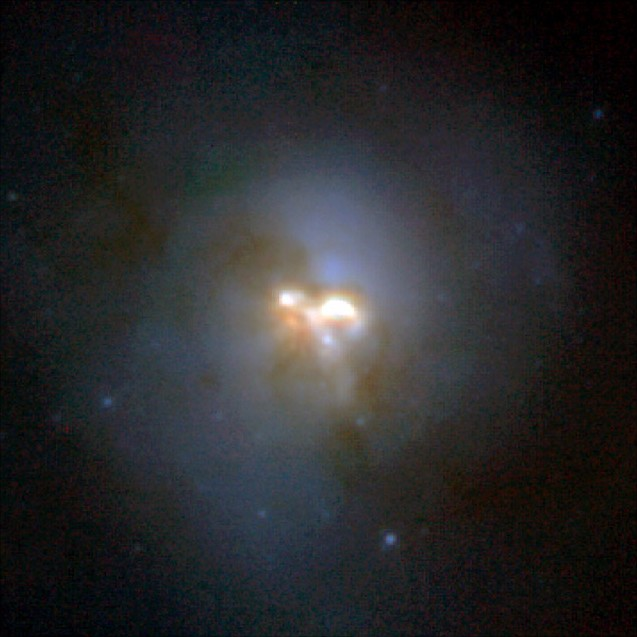
Infrarotaufnahme mithilfe des Hubble-Weltraumteleskops, zwei Kerne treten hervor.
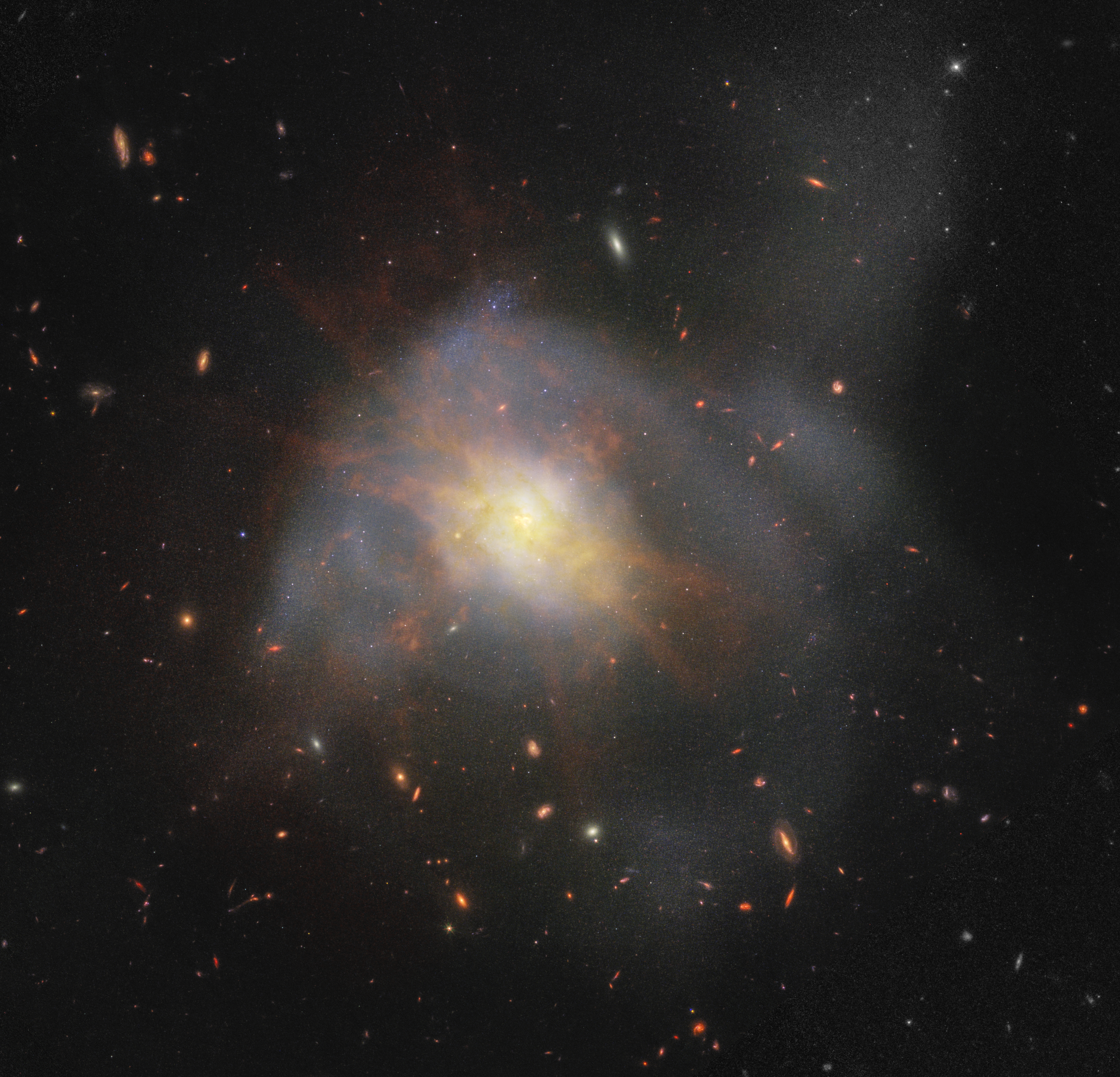
Aufnahme mithilfe des James-Webb-Weltraumteleskops im Infrarot und des Hubble-Weltraumteleskops

In der sichtbaren Aufnahme des Hubble-Weltraumteleskops ist das Kerngebiet von Arp 220 völlig hinter dichten Staubstreifen verborgen. Viele junge helle Sternhaufen weisen aber auch hier auf ungewöhnliche Eigenschaften hin. Die Aufnahme des Hubble-Weltraumteleskops im nahen Infrarot dringt besser durch den Staub und zeigt die noch nicht ganz verschmolzenen Kernregionen der beiden Ausgangsgalaxien. Selbst hier sind aber die am tiefsten in den Staub eingebetteten Regionen noch nicht sichtbar. Untersuchungen mit dem Infrared Space Observatory im mittleren Infrarot und mit VLBI im Radiobereich zeigen, dass sie einen heftigen Starburst enthalten, aber auch ein Beitrag eines aktiven galaktischen Kerns kann nicht ausgeschlossen werden.